# Раковина (сантехника)

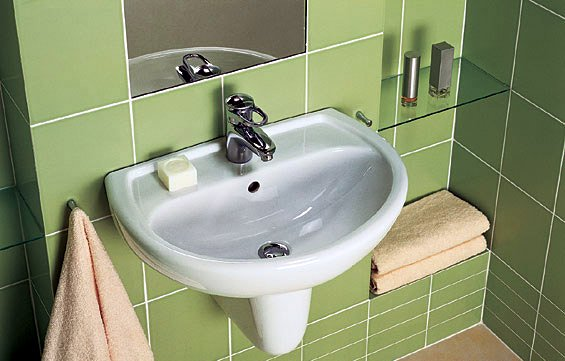
Керамическая раковина в ванной комнате.

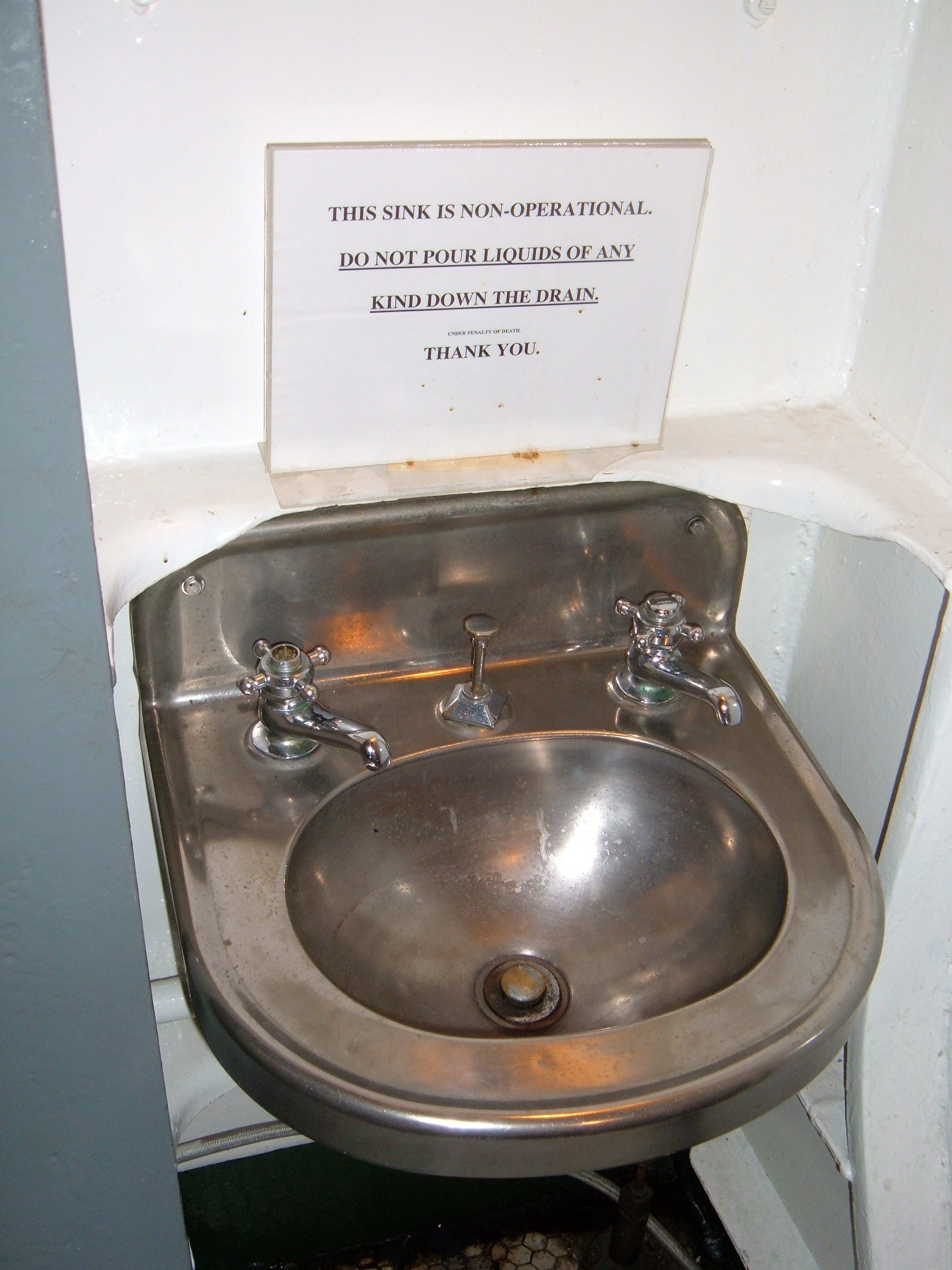
Раковина на стоянке рыбацкой пристани в Сан-Франциско.

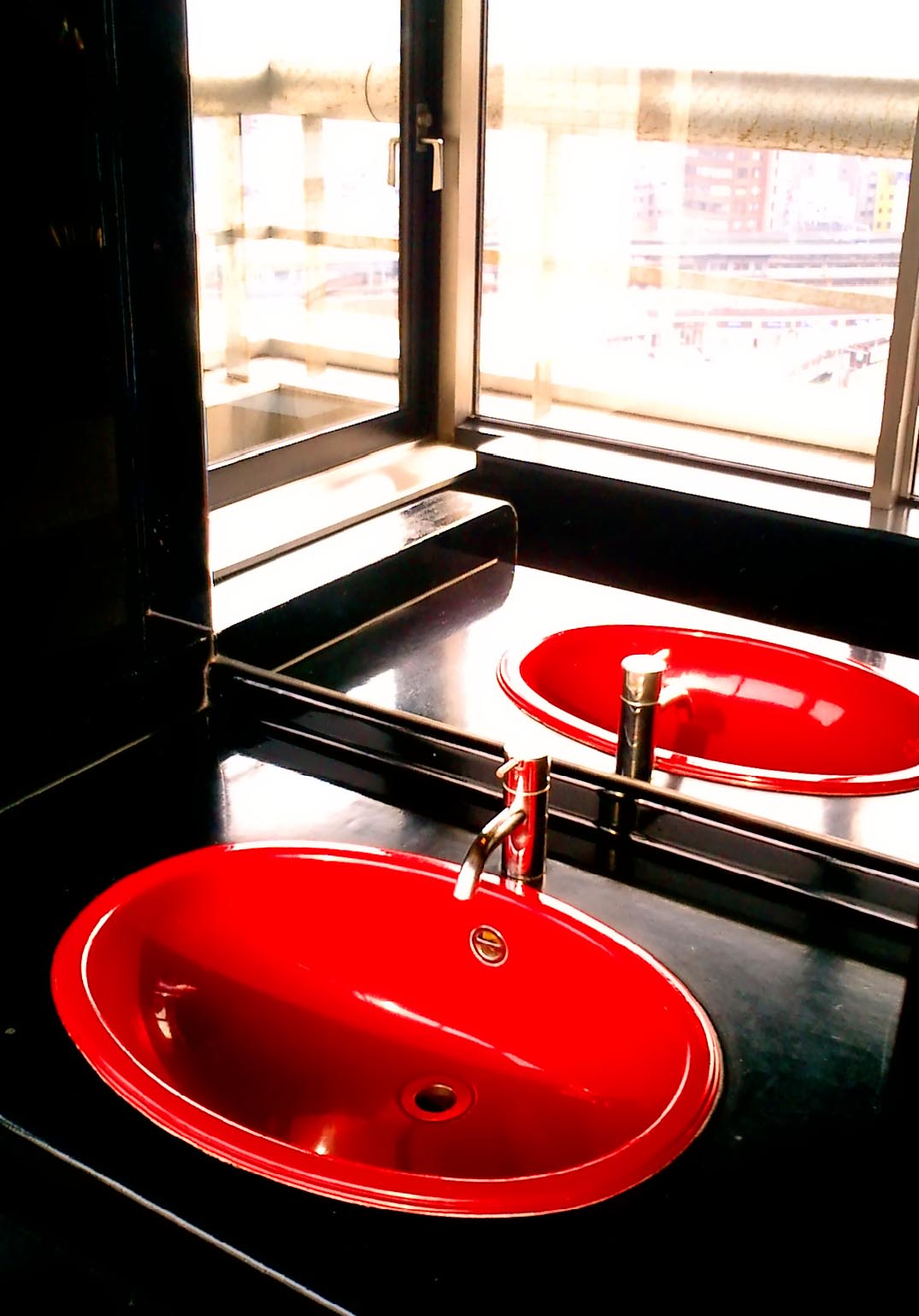
Раковины имеют большое количество расцветок.

Раковина — чашеобразное приспособление, которое используется для мытья рук или небольших предметов.
Раковины как правило оснащаются кранами с горячей и холодной водой. Они имеют сток для удаления использованной воды. Раковины могут также иметь установленный дозатор мыла.
Водопроводной сток в канализацию в большинстве случаев оснащают сифоном, (гидрозатвором) для исключения проникновения запахов из системы канализации в помещение. Он находится под раковиной, и собирает твердый мусор, который там накапливается и может закупорить трубу. Колено сифона выполняется легко разборным для быстрой очистки в случае необходимости.
Иногда раковину оснащают гидрофобным покрытием, облегчающим её мытьё.

## Материалы
Раковины могут быть выполнены из различных материалов. Классическим является керамика, но их также делают из нержавеющей стали, мрамора, пластика, стекла, гранита.
Раковины из нержавеющей стали широко используются в кухнях и коммерческих организациях, поскольку они представляют собой хороший компромисс между стоимостью, удобством, долговечностью и легкостью очистки. Раковины из нержавеющей стали не повреждаются от горячей или холодной воды и сопротивляются повреждениям от ударов. Одним из недостатков таких раковин является то, что они обладают повышенным шумообразованием при использовании, чем раковины из других материалов. Данный недостаток можно устранить используя шумопоглощающие материалы в нижней части раковины.
Керамические раковины очень популярны для использования в ванной комнате. Тяжелые и прочные, эти раковины могут быть изготовлены в очень широком диапазоне форм, цветов и размеров. Как и раковины из нержавеющей стали, они очень устойчивы к перепадам температур от воды, но могут быть повреждены при ударах.

## Размеры
Размер чаши для умывания в раковине составляет приблизительно от 35х25 до 55х35 сантиметров для раковин предназначенных только для мытья рук и примерно от 49х40 до 68х49 сантиметров для нормальных раковин. Высота раковины составляет около 83-86 сантиметров в частных домах, но может варьироваться в зависимости от индивидуальных размеров тела пользователя.

## Аксессуары
Некоторые общественные туалеты оборудованы автоматическими раковинами, которые используют фотодетекторы для обнаружения руки человека, когда она находится под краном, затем включает воду. Так же они оборудуются дозаторами жидкого мыла. В немецкоязычных странах в туалетах клубов и баров иногда устанавливают раковины для рвоты, отличающиеся более широким сливом, как у унитаза.

## Закрытие чаши
В некоторых случаях требуется закрыть канализационный сток в раковине для набора воды. Это может потребоваться для того, чтобы умыться или помыть посуду, это требуется для экономии воды. Самыми распространенными вариантами закрытия стока являются: резиновая пробка и рычажный механизм.

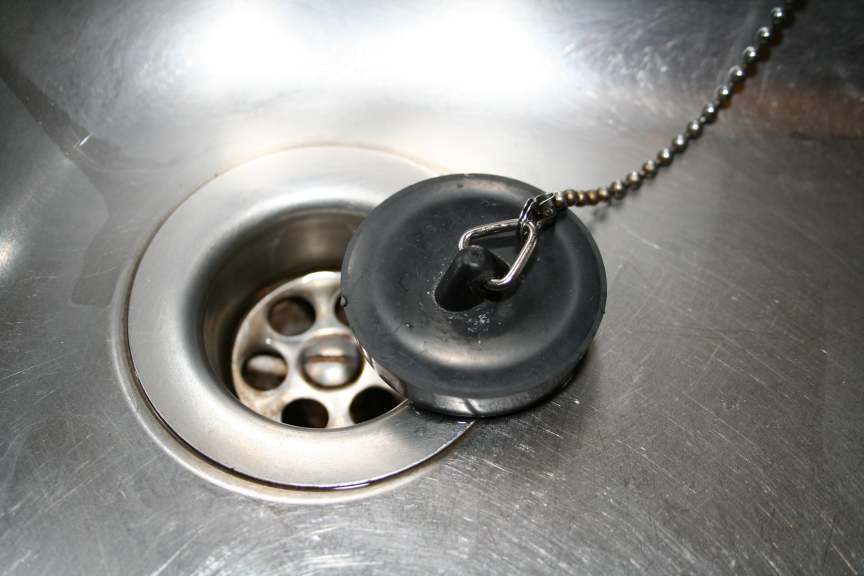
Обычная резиновая пробка
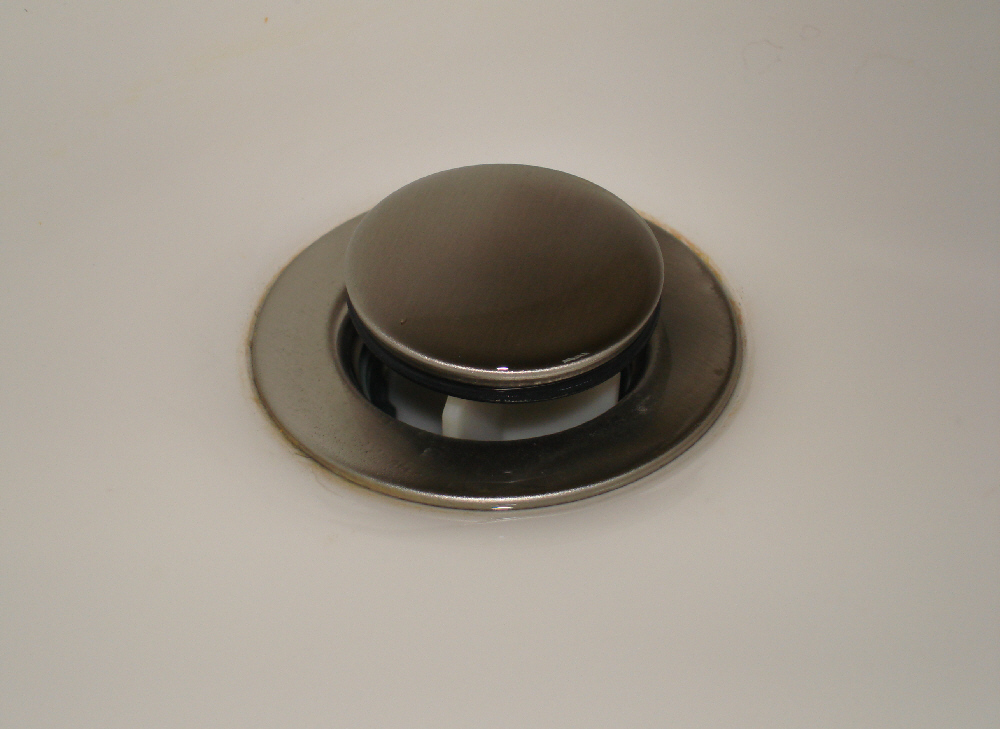
Закрытие с помощью рычажного механизма